# Alaturka-Uhrzeit

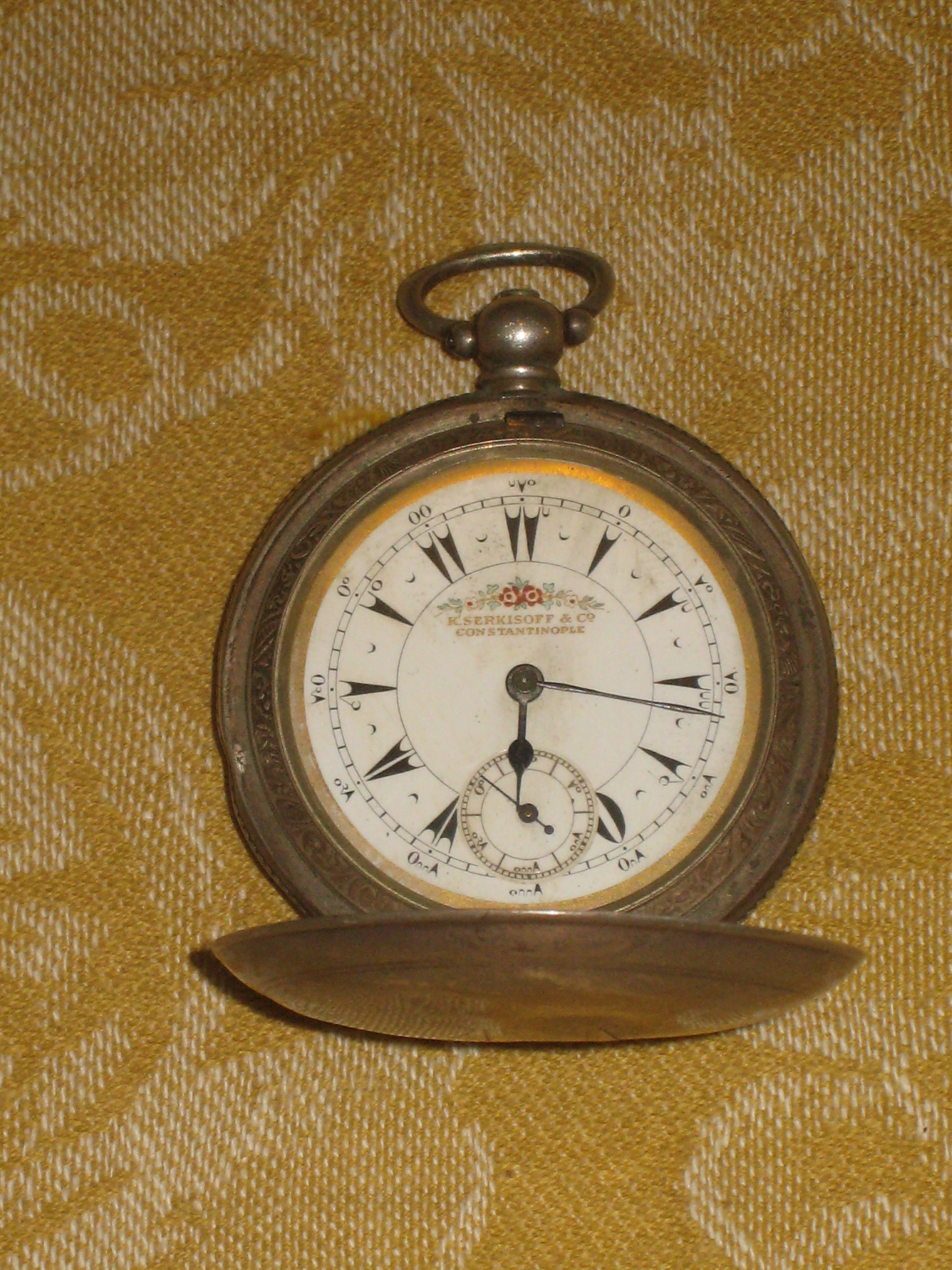
Osmanische Armeetaschenuhr

Die Alaturka-Uhrzeit (türkisch alaturka saat) war die im Osmanischen Reich und in den ersten Jahren der Republik Türkei übliche regionale Zeitmessung nach äqualen (d. h. gleich langen) Stunden. Die Alaturka-Uhrzeit richtete sich nach dem Sonnenuntergang.

## Vorgehensweise
Die Uhr wurde zum Zeitpunkt des Sonnenuntergangs, wenn der untere Rand der Sonne mit dem Horizont verschmolz, auf 12 Uhr gestellt. Der Tag begann demnach mit dem Sonnenuntergang. Er wurde in zweimal zwölf gleich lange Stunden unterteilt. Wenn die Sonne um 18 Uhr unterging, lagen Mitternacht und Mittag jeweils auf 6 Uhr. Mechanische Uhren wurden täglich neu gestellt.

## Hintergrund
In der islamischen Welt wurden lange Zeit Sonnenuhren, Sanduhren und Wasseruhren zur Zeitmessung eingesetzt. Bei Moscheen, Medresen und Sternwarten präferierte man Sonnenuhren. Erste mechanische Uhren wurden im Osmanischen Reich im ausgehenden 16. Jahrhundert hergestellt. Der osmanische Universalgelehrte Taqi ad-Din beschrieb 1565 in seiner arabischen Schrift al-Kawākib ad-durriyya fī waḍʿ al-bankāmat ad-dauriyya („Der hellste Stern bei der Konstruktion mechanischer Uhren“) eine mechanische Uhr und konstruierte selbst verschiedene mechanische Uhren, die er u. a. für seine Arbeit als Astronom und Muvakkit, d. h. Verantwortlicher für die Feststellung der Gebetszeiten, verwendete.
Die ältesten erhaltenen Exemplare des Osmanischen Reichs stammen aus der Mitte des 17. Jahrhunderts und sind Teil der Uhrensammlung des Topkapı-Museums. Sie sind das Werk der Uhrmachermeister Abdurrahman und Galatalı Şahin Usta (Meister Şahin aus Galata). Zu dieser Zeit gab man den Uhren oft die Form des Astrolabiums. Im 18. Jahrhundert machte sich vermehrt ein englischer Einfluss bemerkbar. Das französisch geprägte 19. Jahrhundert gilt als die bedeutendste Periode osmanischer Uhrmacherkunst. Zumeist produzierte man Pendeluhren für Tische und Schränke. Skelettuhren nach französischem Vorbild kamen insbesondere in der Regierungszeit Selims III. auf. Hier machten sich vor allem Meister aus dem Mevlevi-Orden wie Ahmed Eflâkî mit dem Lakap Saatçi Dede (Uhrmacher-Opa) einen Namen.
Im 19. Jahrhundert wurden im Reich zahlreiche Uhrtürme (türkisch Saat Kulesi) aufgestellt. Bekannte Beispiele sind die Uhrtürme von Dolmabahçe und Izmir oder die Große Uhr in Adana. Im späten Osmanischen Reich galten goldene Taschenuhren als Statussymbol.
Der Hofuhrmacher der Osmanen, Johann Meyer, entwickelte unter Sultan Abdülhamid II. eine Uhr, die sowohl die Alaturka-Uhrzeit als auch die international übliche Uhrzeit anzeigte. Er schenkte dem Sultan ein Exemplar und erhielt dafür einen Orden.

## Umstellung

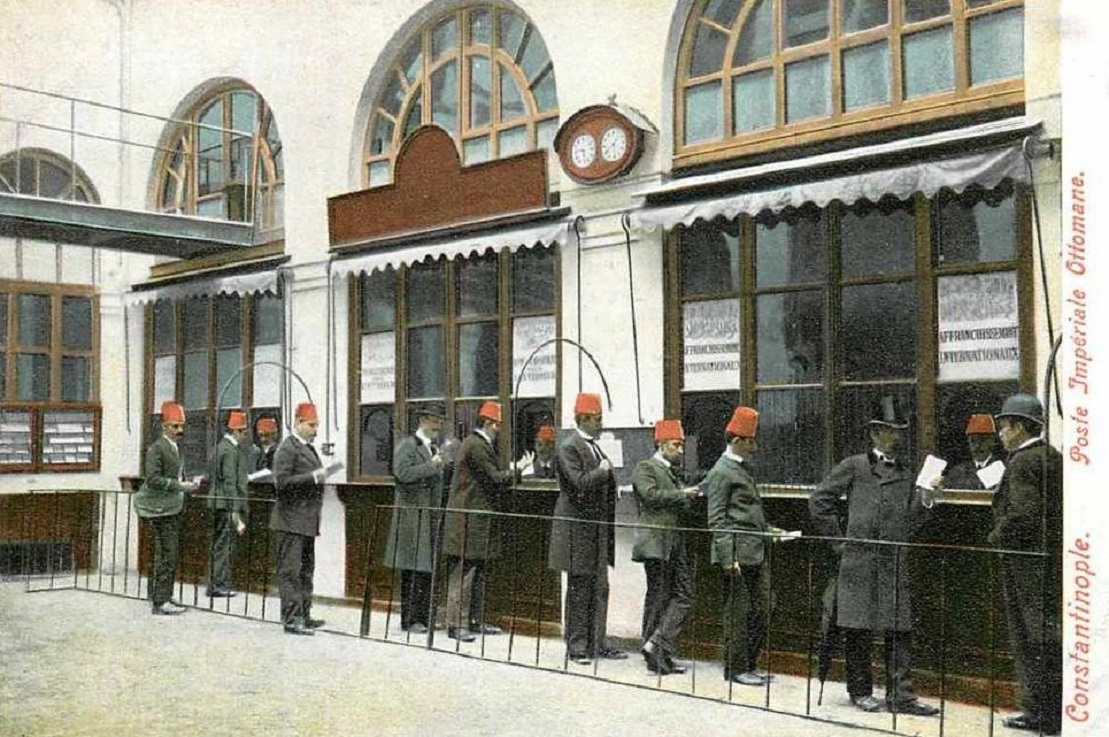
Postamt 1909 mit beiden Uhrzeiten

Bedingt durch wirtschaftliche, militärische und politische Beziehungen mit dem Ausland wurden im Osmanischen Reich die Alaturka-Uhrzeit und der internationale Standard nebeneinander verwendet. Im April 1912 verfügte das osmanische Innenministerium (Dahiliye Nezareti), dass in allen Amtsstuben und in der Armee die europäische Uhrzeit gelte.
Die Alaturka-Uhrzeit in der Türkei wurde am 2. Januar 1926 mit dem Gesetz Nr. 697 mit der Bezeichnung Günün 24 Saate Taksimine Dair Kanun (Gesetz über die Einteilung des Tages in 24 Stunden) auf äquinoktiale Stunden umgestellt. Das Gesetz wurde am selben Tag im Amtsblatt veröffentlicht und rechtswirksam. Mit dem Gesetz wurde festgelegt, dass der Tag um Mitternacht beginnt und in Stunden von 0 bis 24 unterteilt ist (Art. 1). Die Uhrzeit im gesamten Land richtete sich nach dem 30. Grad geographischer Länge (Art. 2).
Einen Tag zuvor waren per Gesetz auch der Rumi-Kalender abgeschafft und der Gregorianische Kalender eingeführt worden.

## Terminologie
Weitere Bezeichnungen dieser Uhrzeit waren ezanî saat, das heißt Uhrzeit gemäß dem Ezan oder gurûbî saat, Uhrzeit gemäß dem Sonnenuntergang. Das international übliche System, bei dem die Uhr um Mitternacht und zur Mittagszeit 12 Uhr zeigt, nannte man zevalî saat („Uhrzeit von Mittag an gerechnet“) oder Alafranga saat, d. h. Uhrzeit nach europäischer (französischer) Art. Als Teil der „Revolutionen“ genannten kemalistischen Reformen wird die Umstellung in der Türkei auch als „Uhrzeitrevolution“ (saat inkılabı oder saat devrimi) bezeichnet.

## Galerie

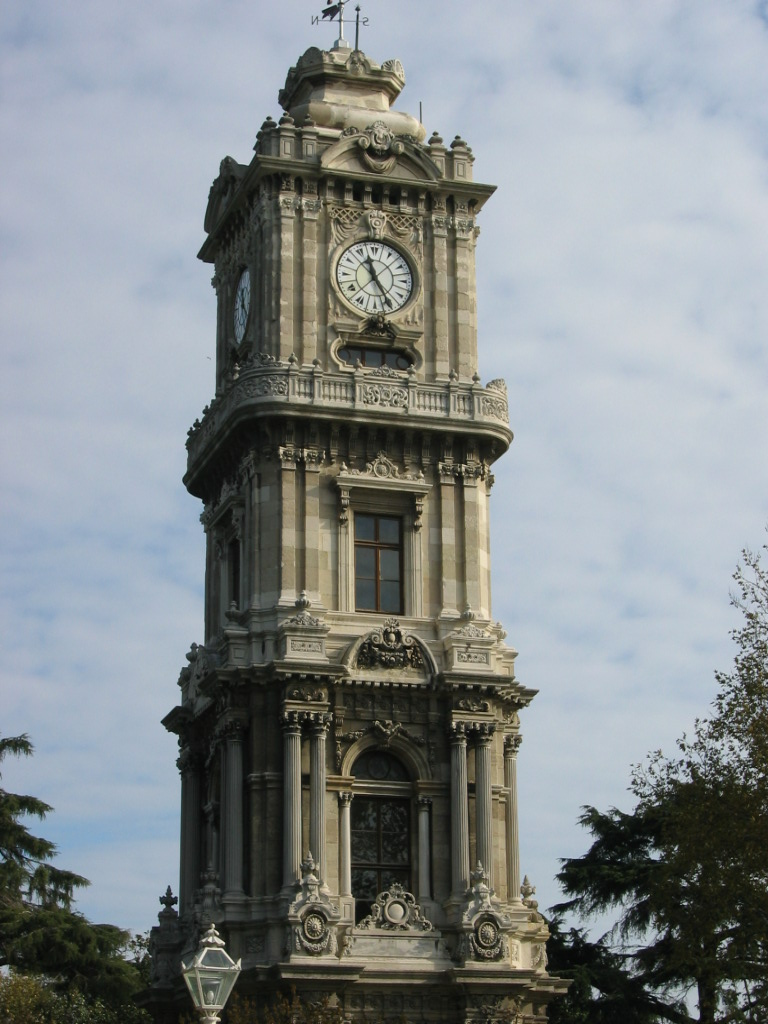
Uhrturm Dolmabahçe
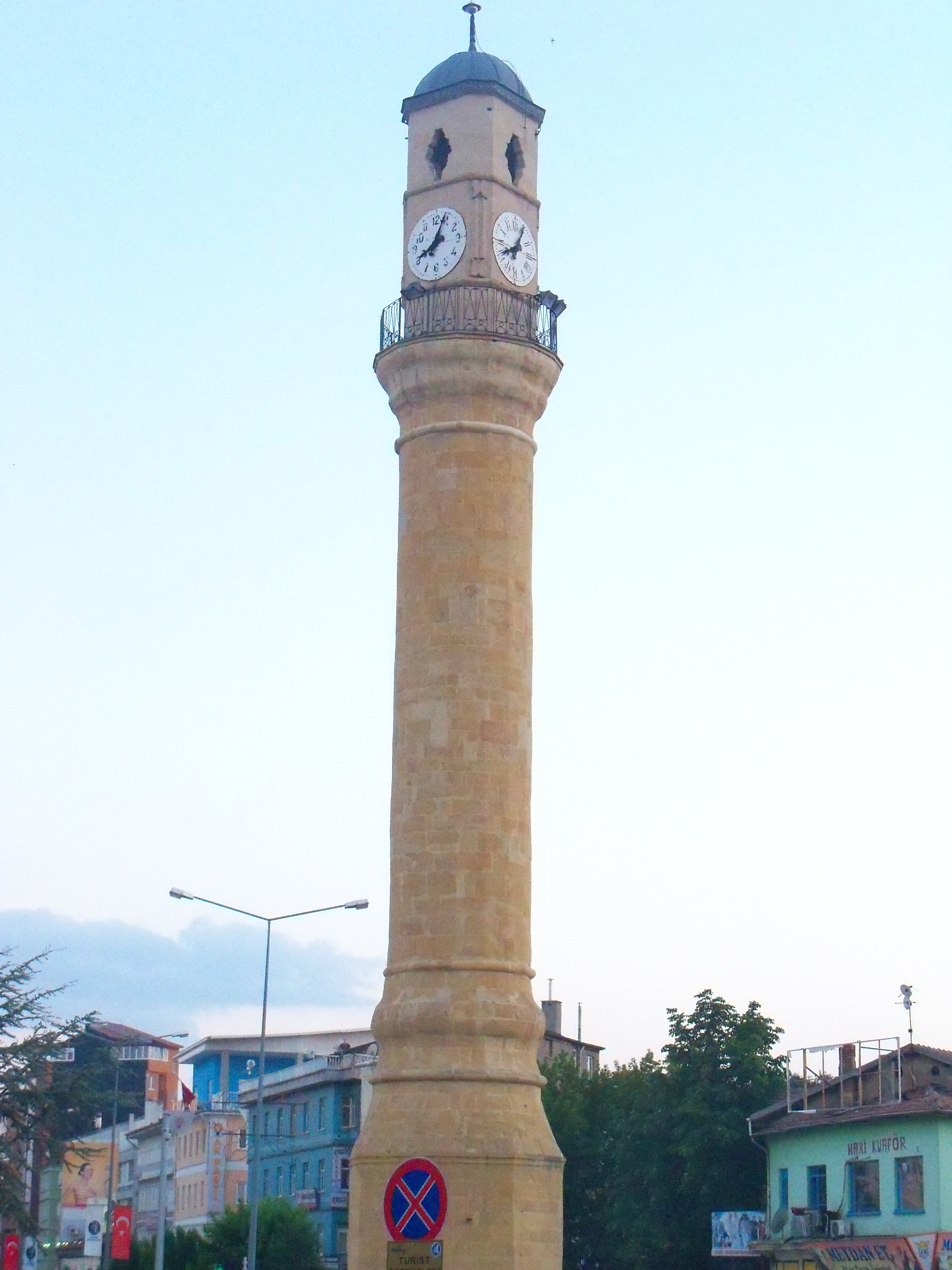
Uhrturm in Çorum
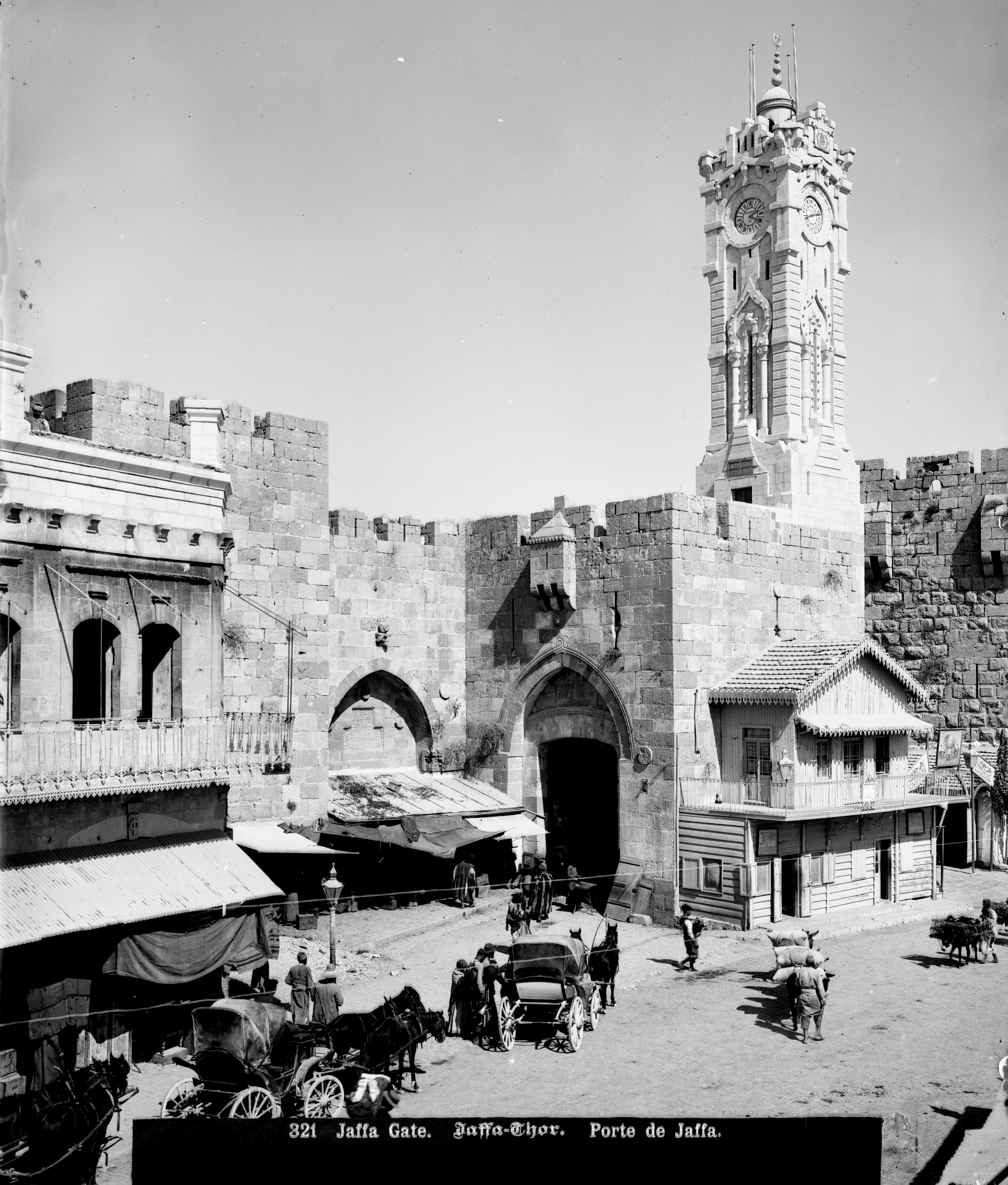
Osmanischer Uhrturm am Jaffator (Foto vor 1918)
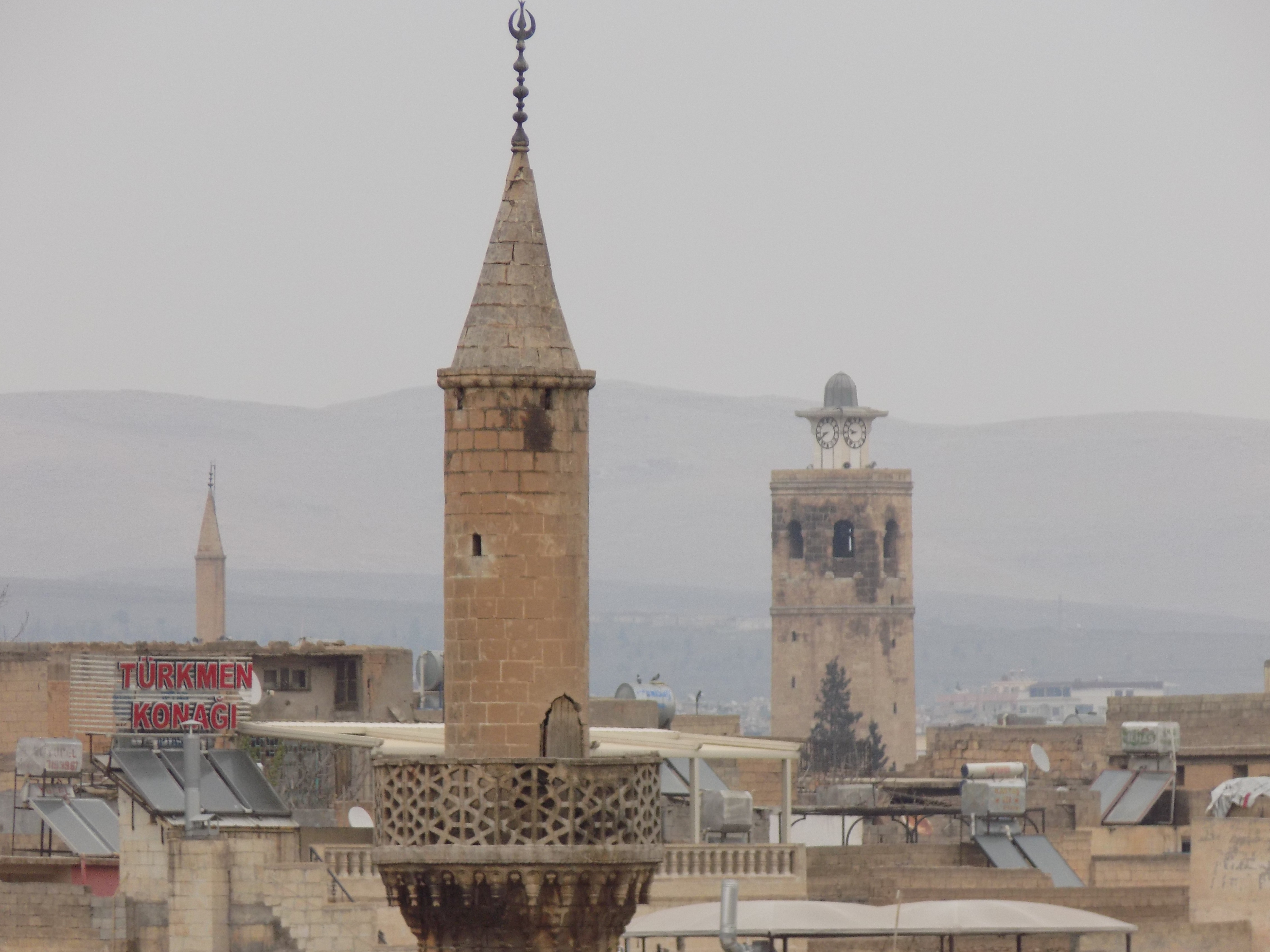
Şanlıurfa